# Русское подворье (Рига)
Русское подворье — район проживания русских купцов и ремесленников на территории средневековой Риги. Разные исследователи по-разному определяют границы этого участка. По приблизительным оценкам, территория Русского подворья простиралась от современной Пороховой башни до здания парламента Латвийской Республики (Сейма), между современными улицами Трокшню, Алдару, Маза Трокшню и Екаба. В немецких источниках эта территория именовалось Русской деревней (нем. Dat Russche dorp)[уточнить].

## Истоки

Улица Алдару

О возникновении самостоятельного компактного русского подворья на территории рижской крепости можно говорить после 1229 года, когда между рижскими торговцами и псковской стороной было заключено соглашение о беспрепятственном перемещении псковичей по Западной Двине в территориальных водах, находившихся под контролем Альберта фон Буксгевдена. Вскоре после этого началось формирование в Риге русской фактории (свободного торгового поселения), примыкавшего к оборонительной стене с внешней стороны (вошло городскую черту около 1230 года) — её обитателями в основном были купцы, прибывавшие с верховьев Даугавы. Также можно утверждать, что вместе с независимыми псковскими и полоцкими торговцами в подворье прибывали и селились церковнослужители. По этому поводу рижский архиепископ Альберт в 1222 году отправил письменную жалобу папе Гонорию III, в которой сетовал на отрицательное влияние православных священников на местное балтийское население.
В 1229 году смоленский князь Мстислав-Фёдор Давыдович отправил в Ригу посольство, состоявшее из «лучшаго попа Пантелея и умна мужа Еремея» для того, чтобы упрочить торговые соглашения и подвести базу для будущих коммерческих отношений между рижанами и купцами из приграничных русских княжеств. В результате их активной дипломатической деятельности возник комплексный торгово-политический договор, получивший название «Мстиславова правда». Этот договор регулировал многосторонние торговые и экономические взаимоотношения между Ригой и русскими городами — Смоленском, Полоцком и Витебском, а также с немецкими крупными торговыми городами — Бременом, Любеком, Ростоком и другими. Договор существенно повлиял на укрепление позиций русского подворья в Риге, придал ему более официальный статус и дал стимул для развития самостоятельной русской торговой фактории в немецкой Ливонии.
Около 1230 года по указу недавно сформированного магистрата русское подворье было официально включено в городскую систему. Помимо построек купцов, имевших здесь свои жилые дома и амбары для хранения товаров, на территории рижского русского подворья существовали храм, больница, богадельня, кладбище, а также широкое ремесленническое подворье: работал цех бочаров, скорняков, огородников и садоводов, а также каменщиков и кузнецов. Рижские бургомистры вели специальную Долговую книгу для записи сделок рижских купцов: согласно сведениям, собранным в ней с 1286 по 1352 годы, из 2000 записей, сделанных за этот период, около 400 касалось торговых сделок, заключённых русскими купцами (пятая часть всех торговых сделок). Члены магистрата, ответственные за ведение Долговой книги, делали помету перед указанием о сделке или же после фамилии участников: Ruthenus или Ruthe. Русские торговцы-домовладельцы принадлежали к бюргерскому сословию.
Некоторые имена богатых и влиятельных жителей русского двора сохранились в официальных документах: Якима-скорняка с зятьями, которые фактически держали в своих руках торговлю воском. Также достоин упоминания зажиточный рижский коммерсант Иван Рутенус (обозначение национальной принадлежности превратилось в фамилию), который несколько раз заключал крупные сделки на 150 серебряных марок (что эквивалентно 50 килограммам серебра). Известно, что один из крупных торговцев воском Василий продал бюргеру Генриху Борнесу пол-ласта (то есть около тонны) этого товара.

## Православный храм Николая Чудотворца

Дом № 11.

Православная церковь при русском подворье в Риге имела посвящение святому Николаю Чудотворцу. Эта церковь впервые упоминается в документах 1297 года, когда она находилась в подчинении полоцкого архиепископа. При храме на подворье имелся также церковный приют (богадельня для бедных). В XVI веке церковь описана как выстроенная из камня, крыша была сделана из черепицы, имелась колокольня. По историческим источникам можно проследить историю монастыря, находившегося при церкви, однако одновременно с масштабной ликвидацией католических церквей после окончательной победы Реформации в Риге к середине XVI века был закрыт и православный монастырь при храме Николая Чудотворца на территории русского поселения. Тем не менее, храм продолжил своё существование, поскольку известно, что в 1531, 1532 и 1542 годах в Ригу для нужд православных жителей русской деревни были направлены новые церковнослужители из Полоцка.
Однако 9 июня 1548 года рижский рат принял решение о временном закрытии церкви святого Николая. Из-за этого между представителями городского патрициата (ратманами) и одним из феодальных сеньоров Риги (рижским архиепископом) разгорелся кратковременный конфликт. Архиепископ Вильгельм Бранденбургский был сторонником аккуратной, осторожной политики в отношениях с Иваном Грозным, поэтому он направил в рат гневное письмо, в котором звучало предписание «церковь незамедлительно предоставить в распоряжение русских». Именно тогда члены городского совета, не желая портить и без того весьма натянутые отношения с влиятельным архиепископом, «со скрипом» пересмотрели своё решение и открыли храм. Но уже в следующем, 1549 году немецкие торговцы, имевшие серьёзное влияние на рат, выразили своё возмущение фактом проведения православных служб, и в очередной раз было выпущено предписание приостановить деятельность русского храма.
Это не осталось незамеченным в Москве. Жители русского подворья неоднократно жаловались на то, что «горожане и голова города Риги не выдают им русскую церковь вместе с их имуществом». В 1554 году, когда уже назревала война за ливонские земли, Иван IV издал запрос, в котором потребовал от городских властей возвращения церкви. Однако ратманы проигнорировали требование русского царя и оставили без внимания просьбы русского населения Риги о восстановлении работы храма.
В это время в дело вмешался один из последних магистров Ливонского ордена Вильгельм фон Фюрстенберг. В октябре 1557 года он подал запрос Рижскому рату с целью получить из архива старинный документ, касающийся договора между Ригой и Полоцком о строительстве церкви святого Николая. Таким образом Фюрстенберг, тогда находившийся в своей резиденции в Вендене (Цесисе), намеревался уведомить российскую сторону о состоянии церкви, а также собирался отправиться на переговоры с ратманами для обсуждения вопроса строительства нового православного храма для православных жителей Риги. Однако скоро разразилась Ливонская война, итог которой окончательно предопределил судьбу Николаевской церкви.
28 августа 1582 года рижский бургомистр Николай фон Экк издал указ об изъятии у православной церкви Русской деревни двух колоколов и об их переносе в церковь святого Иоанна, которая благодаря вмешательству польского короля Стефана Батория стала лютеранской церковью латышского прихода. Всё, что было связано с церковью (все постройки: и монастырское подворье, и церковный приют), было передано во владение рижского рата.
Шведский король Густав II Адольф, подчинивший себе Ригу в 1621 году, лично освидетельствовал покинутую церковь святого Николая, изъявив желание изъять пять православных икон в качестве военных трофеев и увезти их в Швецию. Иконы были подарены Густавом университетской библиотеке Уппсалы, в которой они хранятся и по сей день. Согласно описи экспонатов музея при Уппсальском университете, объекты фигурируют как «трофеи из Иезуитского монастыря в Риге в 1622 году».

## Финальный этап истории
Русское подворье как район было ликвидировано во второй период Ливонской войны, закончившейся для Русского царства неутешительно. Единственный дом в современном Старом городе, помнящий историю Русской деревни — здание по улице Алдару, 11. Остальные пришли в ветхость и были со временем снесены. Местонахождения Никольского храма установить не удалось (попытки предпринимались Я. Страубергсом, П. Кампе, Р. Зандбергом). Сама улица Алдару фигурирует в источниках до конца XVI века под названием Русская улица (Platea Ruthenorum) — такое название было впервые зафиксировано в 1345 году. На карте средневековой Риги 1400 года, приведённой в порядок немецким архитектором, архивистом и краеведом Вильгельмом Нейманом (он осуществил реконструкцию в 1892 году), также отчётливо видны границы Русской деревни, а также прорисована Русская улица.